# Balet
Balet je plesna forma koju danas najčešće vidimo u izvođenju profesionalnih plesača u kazalištu ili na nekoj drugoj sceni. 

## Vrste i forme baleta
Kao i ostali plesovi, balet može biti grupni nastup ili solo izvedba. Postoje baleti s radnjom ili bez nje, pa je i muzika programska ili apsolutna; istina, igrači katkad tumače i apsolutnu muziku programski. Sadržaj jednog baleta (npr. Petruška Stravinskog) može se usporediti s operom. Radnja se najradije odvija tako da dolazi do smjenjivanja solističkih partija, dueta (francuski pas de deux) i grupnih nastupa. Kao epizoda, balet se javlja i u operi, bilo bez ikakve veze s radnjom (kao u La traviati Giuseppea Verdia) bilo da je utkan u zbivanje (npr. Bahanal u Wagnerovom Tannhäuseru).

## Balet kao temeljni plesni pokret
Balet je jedna od najstarijih plesnih tehnika koja je temelj svim ostalim plesnim stilovima.
Balet karakteriziraju stroge forme tijela i otvoreni položaj stopala, što znači da je cijela noga zarotirana iz kuka prema van za 90 stupnjeva.
Baletna tehnika ne poznaje upotrebu sile i naglih pokreta. Svi pokreti moraju biti kontrolirani i ne smiju se izvoditi sa zgrčenim mišićima, već istegnutim u «daljinu». 
Elementi koji se uvježbavaju su veliki i mali čučnjevi(plié i grand plié), istezanje i dizanje nogu, rad stopala, različiti nagibi i rotacije tijela, različite vrste okreta (pirouette) i skokova koji se mogu izvoditi iz velikoga ili malog čučnja, s obje ili jedne noge i sl.
Balet nije samo za profesionalce, već je i izvrsna aktivnost za rekreativce.
Razlika između rekreativnog i profesionalnog bavljenja plesom je samo u tome što rekreativci izvode manje komplicirane elemente. Rekreativci također ne moraju imati stupanj otvorenosti do punih 90 stupnjeva, već onoliko koliko to dopuštaju individualne prirodne predispozicije tijela.

## Povijest klasičnog baleta i plesa uopće
Balet nije zasebna plesna umjetnost već je neizbježna stepenica u razvoju plesa.

### Početci plesa
Ne znamo pouzdano kada je čovjek počeo plesati, no možemo pretpostaviti da je to bilo negdje od samih početaka. U gotovo svim sačuvanim plemenskim kulturama nalazimo plesove koji nisu tek spontani izljevi osjećaja (veselja, bijesa...), nego su to uobličene, ritmizirane sekvence koje se izvode na odabranom mjestu s nakanom da proizvedu naročiti dojam na one koji gledaju. 
U starije doba najčešće su to bili rituali kojima se molilo bogove da podare kišu, bogatiji urod, povećanje plemena i sl. 

### Prve organiziranije plesne forme
Grčko kazalište upućuje nas na prikazivanje koje se sastojalo od pjesme i plesa, i bilo je sastavni dio dionizijske proljetne svetkovine. U početku je proslava bila improvizirana, no s vremenom su se počele izvoditi složenije pjesme i plesovi, da bi nakon toga započela natjecanja u prikazivanjima. Grupe koje su sudjelovale u natjecanju uvježbavao je «choregus», iz čega se korijeni današnja riječ «koreograf», a nastupale su u «orchestru», kružnom plesnom prostoru teatra na otvorenom.

### Razvoj profesionalnog plesa
Profesionalni ples se razvio u Rimu, a prikazivao je tragedije ili mitove u solo izvedbi. Pomoću odgovarajuće muzike, s mnoštvom kostima i maski, plesač bi uzastopce portretirao sve moguće likove upletene u njegovu priču. Dojam bi pojačavao okretima, uvijanjima, nagibima i skokovima. No iskazivanje fizičke vještine nije bio primarni cilj. Zadatak plesača je bio da pokaže ljudsku narav i emocije u svoj njihovoj raznolikosti: ljubav i gnjev, mahnitost i bol, sreću i tugu, ljubomoru i sl. 
Za ples je neobično značajan čimbenik tehnička vještina izvođača. Plesač stalno proširuje raspon svojih mogućnosti, u nastojanju da ovlada pokretima koji bi bili viši, brži i savršeniji od dotad viđenih. Da bi mu se u tome pomoglo, njegovo se školovanje produljilo i produbilo, te je u oblikovanju snage, fleksibilnosti i koordinacije ono postalo sistematičnije.
Svaka epoha je obogatila plesni vokabular, osiguravajući narednom naraštaju koreografa obilniju građu.

### Ples u srednjem vijeku
Postoje i zapisi o putujućim zabavljačima, uključivo i plesačima, koji su u srednjem vijeku uveseljavali plemstvo po dvorovima, a kasnije je pučke zabave preuzelo plemstvo. Crkvene vlasti su, nastojeći ukinutu poganske obrede, uvidjele da je gotovo nemoguće iskorijeniti tradicionalne forme, premda im je uspjelo lišiti ih njihova izvorno magijskoga značenja. 

### Početak temelja klasičnog baleta
U ranom 16. stoljeću u Italiji, prvi puta se spominje naziv balletti, koji je označavao figuralni ples. Iako je svaki ples imao neku temu, s drugim ga je plesovima povezivao jedino opći mitološki karakter sadržaja.
U osnovi su balletti bili scenski prilagođene verzije društvenih plesova toga doba. Neki su proizašli iz dvorskih protokola, a drugi iz zabava seljaka. Uz ballette se javljaju i tekstovi s uputstvima koja su imala precizirati broj izvođača koji sudjeluju u plesu, te jesu li su oni svrstani u parove ili poredani u liniju. 
Krajem šesnaestog i početkom sedamnaestog stoljeća tekstovi postaju sve precizniji i daju nam jasno tumačenje pravilnog položaja plesačevih stopala na početku koraka, kao osnove iz koje se razvilo pet pozicija klasičnog baleta. Ilustracije pokazuju da su stopala okrenuta od tijela – ne do te mjere da bi bila potrebna neka naročita gipkost, no dostatno da bi to djelovalo otmjeno. Tu je začetak baleta otvorenih pozicija nogu.
Premda su koreografi bili profesionalci, ballette su izvodili amateri - dvorani za zabavu svoga staleža. Zbog toga su koreografi, svjesni ograničenih sposobnosti svojih učenika – izvođača, jednostavne korake slagali u zamršene obrasce tako da bi ipak bili zanimljivi.
Koreografi su znali da publiku ne mogu zadiviti koracima, koje izvođači ni ne znaju vješto izvesti i koji se iz gledališta ionako dobro ne vide, nego tlorisom – složenim geometrijskim oblicima koji bi se sastavljali, rastvarali i ponovo sastavljali.
Baleti se nisu izvodili na uzdignutim pozornicama, već u središnjem prostoru velikih sala, dok je publika sjedila u povišenim galerijama koje su se protezale uzduž triju strana plesnog prostora.

### 17. stoljeće / razvoj baleta u klasičnom smislu
Balet se u klasičnom smislu razvio u Francuskoj. Najčuveniji plesač sredinom sedamnaestog stoljeća bio je Louis XIV; odjeven kao Apolon, Kralj – Sunce vladao je francuskim i europskim baletom.
Sada je i obična publika koji puta smjela prisustvovati izvedbama, a u nekim izvedbama su se pojavljivali i profesionalci. No balet je i dalje ostao sredstvom koje je prvenstveno imalo služiti plemstvu. Kada je napustio scenu, Louis XIV. je osnovao školu za osposobljavanje plesača. Isprva su svi plesači bili muškarci, a s vremenom se pojavljuje i nešto žena.

### 18. stoljeće/odvajanje plesa za zabavu od profesionalnog plesa
U osamnaestom stoljeću je točno pobrojano svih pet pozicija, sve je veći naglasak na otvorenosti, pa se sada stopala postavljaju tako da tvore pravi kut. Plesalo se na sceni, a publika je sjedila ispred plesača. Tlorisi nisu više bili vidljivi, već u prvi plan dolaze pokreti.
Skokovi postaju sve češći i pojavljuje se mnoštvo pirueta.
Proširio se jaz između društvenog i teatarskog plesa, za scenu je norma bila nešto slobodnija.
Suknje balerina se skraćuju na visinu do gležnja kako bi i one mogle izvoditi skokove, a cipele na petu se zamjenjuju cipelama bez pete radi čvršćeg pliea prije skoka. Kasnije se suknje i korzeti zamjenjuju jednostavnom laganom haljinom. No muškarci su u baletu i dalje nadmoćniji. 

### 19. stoljeće/završna faza konačnog oblika forme klasičnog baleta
U devetnaestom se stoljeću plesne predstave počinju stvarati za manje elitnu publiku – za srednju klasu u usponu.
Noge se otvaraju do punih 180 stupnjeva, a baletni je klas progresivan niz vježbi, počevši od jednostavnih pokreta, pa sve do najsloženijih skokova i okretaja. 
Sistematično vježbanje pospješio je brz napredak tehničke vještine. Žene su počele plesati na vrhovima prstiju. U početku je to bila tek trenutna poza, onda nekoliko brzih koraka, a potom još nekoliko.
S vremenom je balerina naučila kako da opšivanjem pojača vrhove svojih papuča kako bi je one bolje podupirale (špice su se pojavile mnogo kasnije). 

### Balet danas
Krajem devetnaestog i u dvadesetom stoljeću struktura postaje savršeno precizna i ističe se ljepota linije. Solo plesovi, poznati kao varijacije' sada se uvijek grade na nekom motivu ili su inspirirani nekom posebnom osobinom plesača za kojeg su bili kreirani.Pas de deux uvijek sadržava propisan adagio za oboje plesača, varijaciju za svakog posebno, te tehnički briljantan allegro. Fouette, šibajući okret, doživljava svoj razvoj i ubrzo ih je većina plesačica uspjela izvesti trideset i dva na špici.
Muškarci se vraćaju plesu i sada muško – ženska zastupljenost postaje ravnopravna. To je i doba špica kao zasebnih papučica koje se razlikuju od mekanih.
Od 2001. balet je zabranjen u Turkmenistanu.

## Skladatelji
- Suvremeni skladatelji
  - Mikis Theodorakis

- Hrvatski baletski skladatelji
  - Krešimir Baranović
  - Ivana Lang